# Utqiagvik
Utqiagvik (Inupiaq: Utqiaġvik, IPA: [utqe.ɑʁvik]), tidligere kendt som Barrow (/ˈbæroʊ/ BARR-oh), er bysædet og største by i North Slope Borough i den amerikanske delstat Alaska. Beliggende nord for polarcirklen er det en af de nordligste byer i verden og den nordligste i USA, med det nærliggende Point Barrow, som er landets nordligste punkt.
Utqiagviks befolkning var 4.927 ved folketællingen i USA i 2020, op fra 4.212 i 2010. Det er Alaskas 12. mest befolkede by.

## Navn
Utqiagvik har i mere end 1.500 år været hjemsted for den indfødte inuitiske etnisk gruppe Iñupiat. Byens lokale navn henviser til et sted, hvor man kan samle vilde rødder. Det er afledt af ordet utqiq, der også er brugt for Claytonia tuberosa ("Eskimokartoffel") Navnet blev først opfattet af europæiske opdagelsesrejsende i 1853 som "Ot-ki-a-wing". John Simpsons oprindelige kort dateret 1855 har navnet "Otkiawik", som senere blev trykt forkert på et britisk admiralitetskort som "Otkiovik."
Det tidligere navn Barrow blev afledt af Point Barrow, og var oprindeligt en generel betegnelse, fordi ikke-indfødte indbyggere i Alaska fandt det lettere at udtale end Inupiat-navnet. Point Barrow blev i 1825 af den opdagelsesrejsende Frederick William Beechey opkaldt efter sekretæren for det britiske admiralitet John Barrow. Et postkontor blev etableret i Barrow i 1901, hvilket hjalp til med at gøre navnet alment kendt.
I en folkeafstemning den 4. oktober 2016 godkendte byens vælgere med en lille marginal at ændre byens navn til Utqiaġvik, hvilket blev officielt den 1. december samme år.  Byrådsmedlemmet Qaiyaan Harcharek fremførte at navneændringen understøtter brugen af sproget iñupiaq og er en del af en afkoloniseringsproces.
Et andet registreret iñupiaq-navn er ukpiaġvik, som kommer fra ukpik "sneugle" og er oversat som "stedet, hvor sneugler jages". En stavemåde, som er en variant af dette navn, blev vedtaget af Ukpeaġvik Iñupiat Corporation, da det blev etableret i 1973.